# Nikolaj Děrgačev
Nikolaj Alexandrovič Děrgačev (rusky Николай Александрович Дергачев; * 24. května 1994, Petrovo) uváděný i jako Nikolaj Děrgačov (Николай Дергачёв) je ruský fotbalový útočník, který od ledna 2015 hostuje v českém klubu FK Dukla Praha z CSKA Moskva.

## Klubová kariéra
V Rusku hrál za B-tým Saturnu Moskevská oblast, odkud odešel v lednu 2012 do CSKA Moskva.
V lednu 2015 odešel na hostování z CSKA do českého klubu FK Dukla Praha. V 1. české lize debutoval 8. 3. 2015 v utkání proti AC Sparta Praha (porážka 0:3), odehrál poslední 4 minuty zápasu.